# Harun Keser
Harun Keser (født 18. juni 1991) er en dansk fodboldspiller, der spiller for Næstved Boldklub. Kometen fik sin debut i en hjemmekamp mod Vejle Boldklub d. 20 marts 2011. Han har siden sin debut spillet 68 førsteholdskampe med et mål til følge, hvilket gør ham til den spiller i truppen med sjette flest kampe for klubben. 